# Flagellostomias boureei
Flagellostomias boureei es una especie de pez de la familia Stomiidae en el orden de los Stomiiformes.

## Morfología
Los machos pueden llegar alcanzar los 32,2 cm de longitud total.

## Hábitat
Es un pez de mar y de aguas profundas que vive 0-3.000 m de profundidad.

## Distribución geográfica
Se encuentra en el  Atlántico oriental (desde la península ibérica hasta Sudáfrica), el Atlántico occidental (desde los Estados Unidos hasta el Golfo de México, y desde el sur del Brasil hasta la Argentina), el Índico y el Pacífico.